# Ostrva
Ostrva je nevýrazný, ale velmi hojně navštěvovaný tatranský vrchol, který se nachází v okrese Poprad (Prešovský kraj, Slovensko). Tvoří široký závěr jihozápadního hřebene, ve kterém dominuje Končistá. Krásný výhled do Mengusovské doliny, na skupinu Vysoké a do doliny Zlomísk. Červená značka – Tatranská magistrála – vede na Sedlo pod Ostrvou, z něj si mnozí turisté odskočí na vrchol nápadnou krátkou, ale neznačenou stezkou. Prvními návštěvníky byli pytláci a lovci kamzíků. První stezka na vrchol byla vybudována z Vyšných Hágů roku 1886, stezku vybudoval Uherský Karpatský spolek. Název „Ostrva“ rozumí dřevěnou konstrukci na seno, obvykle trojnožku z klád. Pod západními srázy leží Symbolický hřbitov obětí Tater.

## Topografie
K Popradskému plesu a do Mengusovské doliny spadá strmými stěnami, na jihovýchod klesá pozvolna, s širokým pásmem kosodřeviny. Na severovýchodě sutinového hřebenu pokračuje na Tupou. Výrazným samostatným prvkem je Ihla v Ostrve (asi 1890 m vysoká, pouze horolezecky dostupná štíhlá věž (exponovaná II).

## Přístupy
- Od Popradského plesa na sedlo pod Ostrvou (obávaným „hangem“) 1.35 h, ↓50min
- Od Batizovského plesa 1.40 h oběma směry.

## Galerie Ostrvy

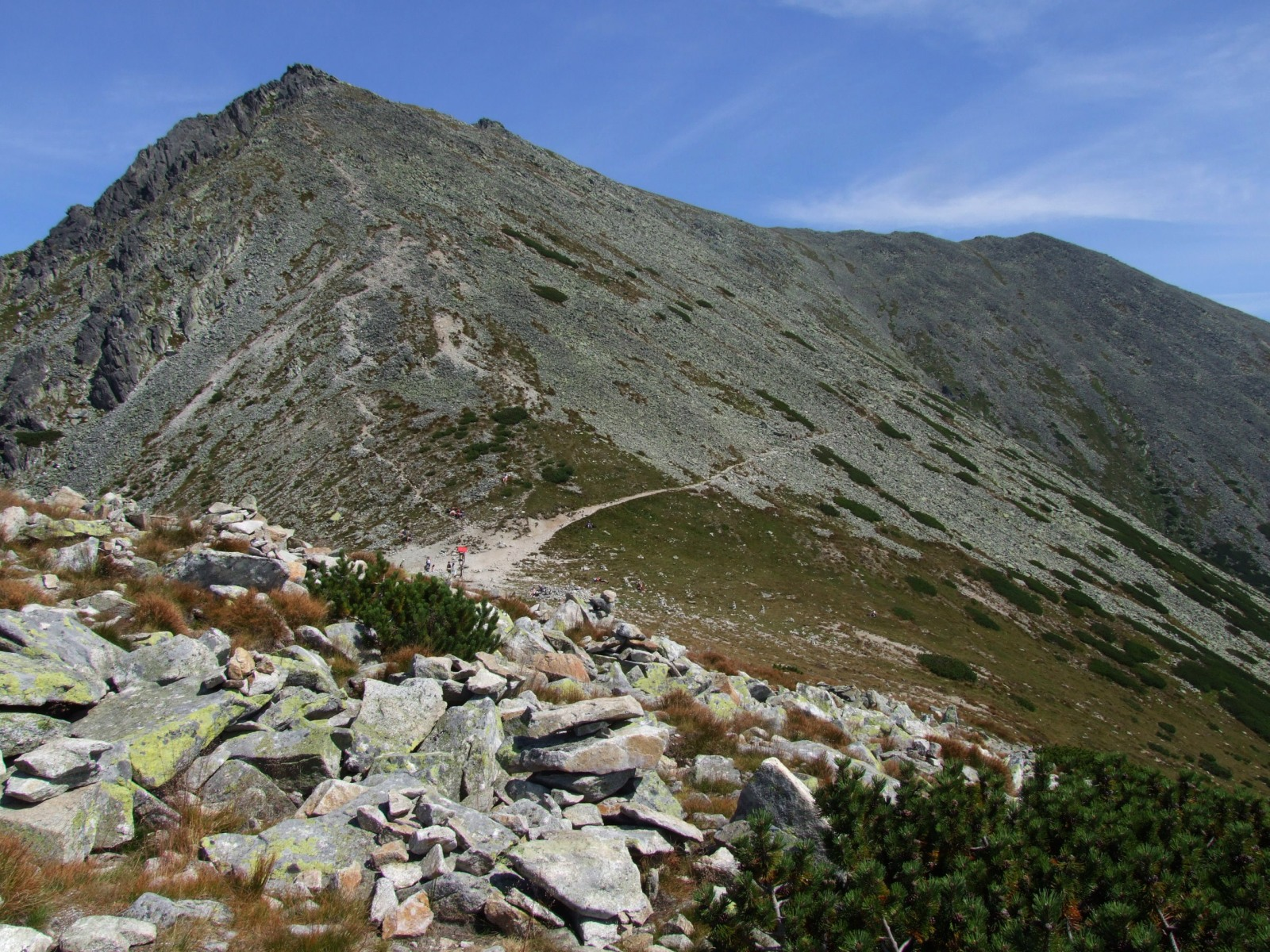
Pohled z Ostrvy na Tupý hrb (ještě ne Tupá, pouze její předvrchol) a Klin, dole sedlo pod Ostrvou

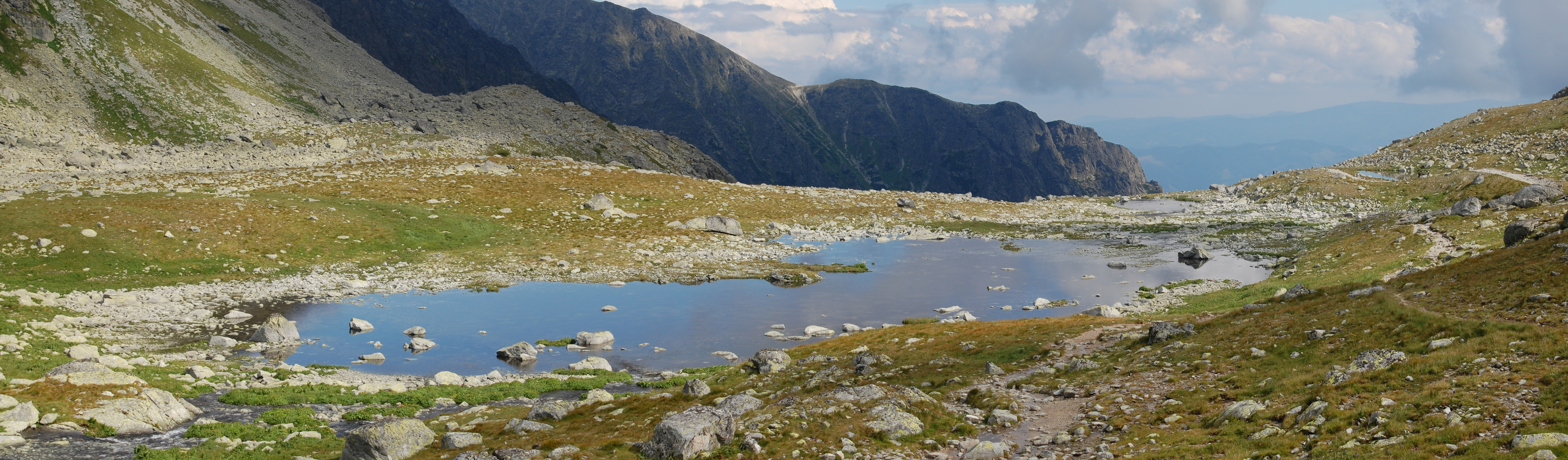
Pohled na Ostrvy od Hincova plesa, Ihla v Ostrve v pravé části vrhá krátký stín

K horolezci nejvyhledávanějším tatranským terénům patří Galéria Ostrvy, kolmá stěna nedaleko Symbolického hřbitova. Využívána je typicky lezecky, po přelezení něco přes 100 m zajímavého terénu se obvykle nepokračuje na vrchol, ale slaňuje se či slézá. Nejtěžší cestou je „Posledný súd“, klasifikace 9, patří k technicky nejnáročnějším na slovenské straně Tater.